# NGC 1722
NGC 1722 ist die Bezeichnung eines Emissionsnebels mit einem eingebetteten offenen Sternhaufen im Sternbild Dorado. Das Objekt liegt in der Großen Magellanschen Wolke und wurde am 24. September 1826 von James Dunlop entdeckt.